# 加来止男
加来 止男（かく とめお、1893年（明治26年）11月8日 - 1942年（昭和17年）6月6日）は、日本の海軍軍人。空母「飛龍」艦長としてミッドウェー海戦で戦死し、一階級特進で最終階級は海軍少将。

## 生涯
1893年11月8日、熊本県八代郡松高村に生まれた。
加来が生まれた8ヶ月後には日清戦争が勃発し、小学校高学年の頃には日露戦争も起きている。二つの対外戦争を挟んだこの時期、日本海軍の軍備も急速に強化された。また、加来の故郷・松高村は八代海に面した場所にあり、海との関わりも深く、彼が海軍兵学校への入学を志したのも、当時の世相や生まれ育った環境を考えれば自然な成り行きと言えるのである。
熊本県立八代中学校を卒業後、1911年9月に海軍兵学校42期に入学する。同期生には加賀艦長として加来と共にミッドウェー海戦で戦死する岡田次作がいた。18歳での入学はやや遅く受験では苦労したようで入学席次も入校時120名中98番である。しかし、卒業時には席次も117名中43番まで上がった。
しかし、海軍での出世は、兵学校卒業時の席次が重視されるのである。外交官・加来美知雄は兄。八代中学2年に在学中、有明海に練習艦隊が入港したのを見て感激したのが契機で海軍士官を志願した。

### 海軍へ
1914年12月、海軍兵学校を卒業。その後は艦隊勤務を経て1917年12月に海軍砲術学校普通科、1918年5月には海軍水雷学校普通科で学ぶが、同年12月に航空術学生となる。1926年11月に、海軍大学校甲種（２５期）を卒業。同期生には、柳本柳作、高木惣吉、白石万隆、大杉守一らがいた。すべてが将官へ進級した珍しいクラスだった。同年12月に海軍少佐に任官された後の1927年12月には霞ヶ浦海軍航空隊教官、翌年12月には、海軍航空本部総務部部員兼艦政本部総務部第1課員となる。航空畑の士官として本格的にキャリアを身につけていくようになり、1938年12月に千代田艦長に就任し、艦上機の運用を実地で経験する。

### 太平洋戦争
そして太平洋戦争の開戦が間近に迫った1941年9月には矢野志加三大佐にかわって飛龍の4代目艦長を拝命。飛龍は山口多聞少将が率いる第二航空戦隊に所属し、蒼龍と行動を共にした。
因みに太平洋戦争開戦前後の時期、第二航空戦隊の旗艦は蒼龍で飛龍は2番艦であった。飛龍と加来は新設された世界初の空母機動部隊である第一航空艦隊の一翼を担い、この頃には既に真珠湾攻撃を想定した訓練に明け暮れていた。山口は搭乗員に猛訓練を強いて「人殺し多聞丸」と搭乗員から呼ばれていた。地味な印象の加来とは好対照であるが、なぜかこの苛烈な猛将とは馬が合ったようである。加来は山口の指揮のもとに太平洋戦争の緒戦を戦い、飛龍は華々しい戦果を上げ続けるに至りミッドウェー海戦前には第二航空戦隊旗艦が蒼龍から飛龍に移された。旗艦が移された理由は明らかではないが加来から山口に「飛龍の乗組員が寂しがるからたまには飛龍を旗艦にしてくれ」と言ったという話もある。
こうして迎えたミッドウェー海戦でも飛龍は3空母(赤城・加賀・蒼龍)が次々に被弾・炎上する中で生き残り、アメリカ軍空母ヨークタウンを戦闘不能に陥らせたが、飛龍は、艦載機を使い果たし、アメリカ軍艦載機から急降下爆撃を受け、飛行甲板に4発の爆弾が直撃して大破炎上する。機関出力も低下して、遂に飛龍の最期を悟り6月6日午前0時15分、総員退艦を命じる。そして、加来は司令官の山口と共に退艦を拒否し、結果、艦は両名が残っているまま最後は日本海軍の駆逐艦巻雲の魚雷によって撃沈処分され、艦と運命を共にした。この様子は北蓮蔵の戦争画「提督の最後」にも描かれており有名である。生存者の中からは、飛龍が米艦によって曳航され、そのまま拿捕されれば一層の恥になるとして自軍艦に撃沈処分されたのではないかと見る声がある。48歳没。
とは、加来が作した俳句である。艦橋から夜空を眺めるのが好きだったという彼は、戦の中でも月を題材に数多くの句を詠んでいる。
飛龍は雷撃処分を受けたが、直ぐには沈没せずに翌朝も洋上に浮かんでいたことが偵察機により確認されている。加来の俳句趣味、そして次の日まで艦が浮かんでいたという事実から、『最期の瞬間まで加来は山口司令官と共に艦橋で月を眺めながら風流に俳句を詠んでいたのかもしれない』という者もある。

### 記念碑

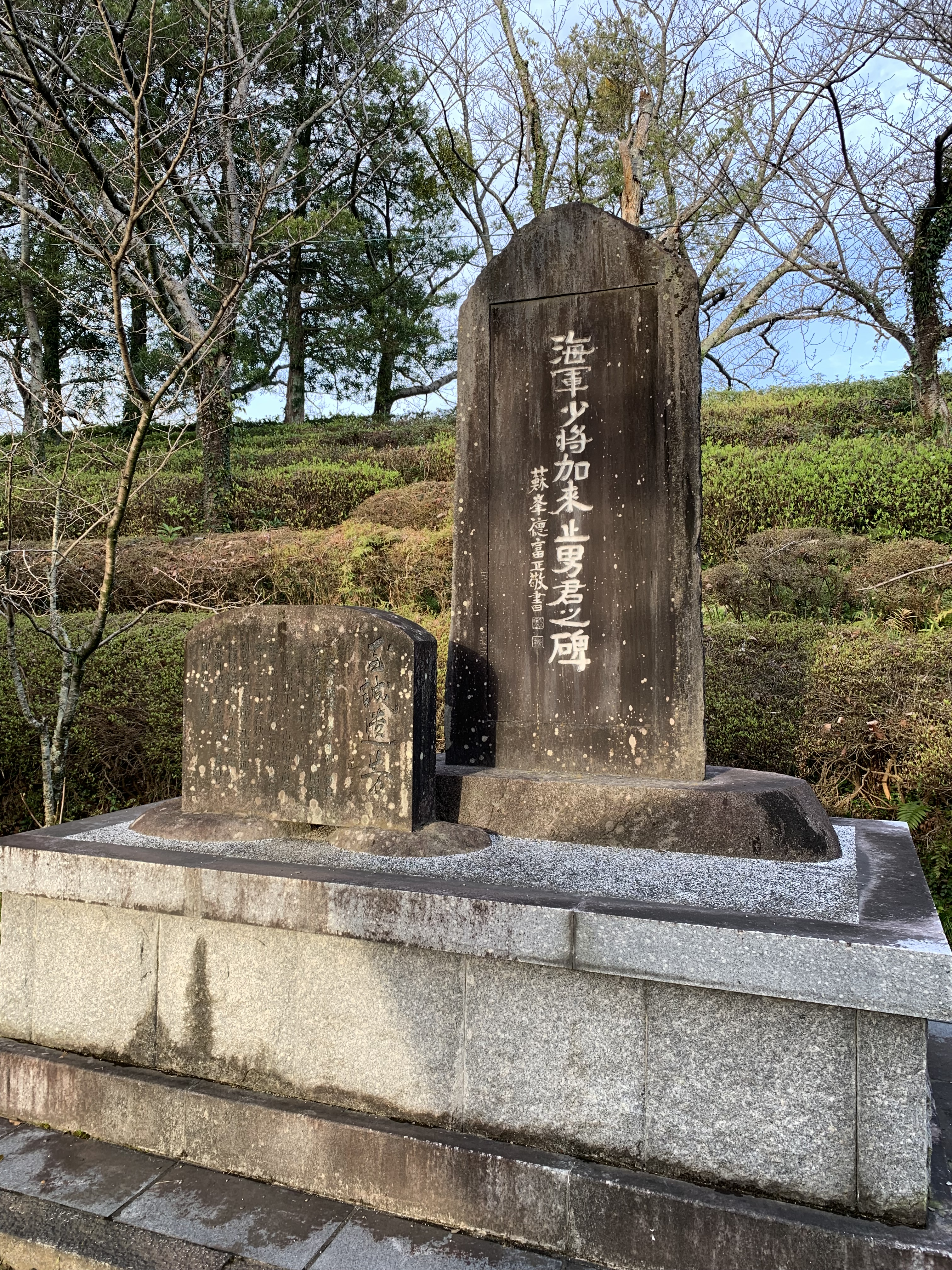

昭和20年８月、「海軍少将加来止男君之碑」が鎌倉妙本寺境内に建立された。しかしほどなく敗戦となったため、占領軍の意を慮り埋設された。その後、昭和46年5月、八代海洋会により故郷・八代の八代宮境内に移設されている。戦時中の建立であるため、その経歴を記した碑文には「飛龍」や「ミッドウェー」の言葉は無い。

## 年譜
- 1893年（明治26年）11月8日- 熊本県八代郡松高村（現在の八代市）に生まれる
- 1911年（明治44年）9月11日- 海軍兵学校入校
- 1914年（大正3年）12月19日- 海軍兵学校卒業 ・ 任 海軍少尉候補生・2等巡洋艦「宗谷」乗組
- 1915年（大正4年）4月20日- 練習艦隊遠洋航海出発 香港~サイゴン~シンガポール~フリーマントル~メルボルン~ホバート~シドニー~ブリスベーン~ラバウル~トラック~ヤップ~パラオ~小笠原方面巡航
  - 8月23日- 帰着
  - 8月27日- 装甲巡洋艦「日進」乗組
  - 12月13日- 任 海軍少尉
- 1916年（大正5年）12月1日- 装甲巡洋艦「吾妻」乗組
- 1917年（大正6年）12月1日- 任 海軍中尉・海軍砲術学校普通科学生
- 1918年（大正7年）5月20日- 海軍水雷学校普通科学生
  - 12月1日- 航空術学生
- 1919年（大正8年）7月1日- 横須賀海軍航空隊航空術学生
  - 12月1日- 戦艦「摂津」分隊長心得
- 1920年（大正9年）12月1日- 任 海軍大尉・海軍砲術学校高等科第20期学生
- 1921年（大正10年）11月30日- 海軍砲術学校高等科修了
  - 12月1日- 海軍砲術学校専攻科学生
- 1922年（大正11年）12月1日- 戦艦「霧島」分隊長
- 1923年（大正12年）12月1日- 軽巡洋艦「長良」分隊長
- 1924年（大正13年）12月1日- 海軍砲術学校教官兼分隊長
- 1925年（大正14年）12月1日- 海軍大学校甲種第25期学生
- 1926年（大正15年）11月25日- 海軍大学校甲種卒業 卒業時成績順位20名中第10位
  - 12月1日- 任 海軍少佐
- 1927年（昭和2年）12月15日- 霞ヶ浦海軍航空隊教官
- 1928年（昭和3年）12月10日- 航空本部総務部員兼艦政本部総務部第1課員
- 1929年（昭和4年）11月1日- 霞ヶ浦海軍航空隊教官
- 1930年（昭和5年）11月1日- 横須賀海軍航空隊教官
- 1931年（昭和6年）6月15日- 横須賀鎮守府航空参謀
- 1932年（昭和7年）11月15日- 第1艦隊航空参謀
  - 12月1日- 任 海軍中佐
- 1933年（昭和8年）5月20日- 聯合艦隊航空参謀
- 1934年（昭和9年）11月15日- 海軍大学校教官
- 1936年（昭和11年）12月1日- 大湊航空隊司令
- 1937年（昭和12年）12月1日- 任 海軍大佐
  - 12月15日- 木更津航空隊司令
- 1938年（昭和13年）12月15日- 水上機母艦「千代田(2代)」艦長
- 1939年（昭和14年）11月15日- 航空技術廠総務部長
- 1941年（昭和16年）9月5日- 航空母艦「飛龍」艦長
  - 12月- ハワイ真珠湾攻撃作戦及びウェーク島攻略
- 1942年（昭和17年）1月- アンボン攻撃
  - 2月- ボートダーウィン攻撃
  - 3月- ジャワ海総討戦
  - 4月5日- セイロン沖海戦
  - 6月5日- ミッドウェー海戦
  - 6月6日- 航空母艦「飛龍」沈没に拠り戦死 享年48・戦死後海軍少将に特進